# Plutonium(III)-iodid
Plutonium(III)-iodid ist eine chemische Verbindung bestehend aus den Elementen Plutonium und Iod. Es besitzt die Formel PuI3 und gehört zur Stoffklasse der Iodide.

## Darstellung
Plutonium(III)-iodid kann durch Reaktion von Plutonium mit Quecksilber(II)-iodid hergestellt werden.
{\displaystyle {\ce {2 Pu + 3 HgI2 -> 2 PuI3 + 3 Hg}}}
Ebenfalls möglich ist die Darstellung durch Reaktion von Plutonium mit Iodwasserstoff bei 450 °C. Kleinste Spuren von Sauerstoff oder Wasser führen bei dieser Reaktion zur sofortigen Zersetzung des gebildeten Plutonium(III)-iodid zu Plutoniumoxyiodid.
{\displaystyle {\ce {2 Pu + 6 HI -> 2 PuI3 + 3 H2}}}

## Eigenschaften
Plutonium(III)-iodid ist ein grüner Feststoff, der bei 777 °C schmilzt. Es kristallisiert im orthorhombischen Kristallsystem (Plutonium(III)-bromid-Typ) in der Raumgruppe Ccmm (Raumgruppen-Nr. 63, Stellung 2) mit den Gitterparametern a = 433 pm, b = 1395 pm und c = 996 pm.

## Sicherheitshinweise
Einstufungen nach der CLP-Verordnung liegen nicht vor, weil diese nur die chemische Gefährlichkeit umfassen und eine völlig untergeordnete Rolle gegenüber den auf der Radioaktivität beruhenden Gefahren spielen. Auch Letzteres gilt nur, wenn es sich um eine dafür relevante Stoffmenge handelt.